# Dolbogene hartwegii
Dolbogene hartwegii är en fjärilsart som beskrevs av Butler 1875. Dolbogene hartwegii ingår i släktet Dolbogene och familjen svärmare. Inga underarter finns listade i Catalogue of Life.